# Elegy (Leaves' Eyes)
Elegy è un EP del gruppo musicale symphonic metal Leaves' Eyes, pubblicato nel 2005.

## Tracce
1. Elegy (single version) – 4:33
2. Senses Capture – 4:58
3. A Winter's Poem – 4:06
4. Solemn Sea (demo version) – 3:47
5. Mot fjerne land – 2:28
6. Elegy (album version) – 5:06

## Formazione
- Liv Kristine Espenæs Krull - voce
- Alexander Krull - tastiere, voce
- Thorsten Bauer - chitarre, basso
- Mathias Röderer - chitarre
- Chris Lukhaup - basso
- Moritz Neuner - batteria, percussioni